# Глупов, Виктор Вячеславович
Виктор Вячеславович Глупов (род. 26 марта 1961 года) — российский энтомолог, паразитолог, директор Института систематики и экологии животных СО РАН (с 2006 года), член-корреспондент РАН (2019).

## Биография
Родился 26 марта 1961 года.
В 1985 году — окончил Томский государственный университет.
С 1985 года по настоящее время работает в Биологическом институте АН СССР (сейчас — Институт систематики и экологии животных СО РАН), где прошел путь от старшего лаборанта лаборатории микробиологии до директора института (с 2006
года).
В 1993 году — защитил кандидатскую диссертацию, тема: «Формирование иммунного ответа насекомых на ранних стадиях инфекционного процесса».
В 2004 году — защитил докторскую диссертацию, тема: «Основные механизмы конституционального иммунитета насекомых».
В 2007 году — присвоено учёное звание профессора.
В 2019 году — избран членом-корреспондентом РАН.

## Научная деятельность
Специалист в области энтомологии, биологической защиты растений, экологии насекомых, физиологии и биохимии насекомых, микробиологии, микологии.
Сформировал научный коллектив, который проводит исследования механизмов формирования устойчивости насекомых к патогенам, синергетического воздействия энтомопатогенных агентов на организм насекомого, влияния кормовых растений на
формирование резистентности насекомых к патогенам.
Автор и соавтор 256 научных работ, 2 монографий, 3 патентов.
Под его руководством защищены 4 докторские и 9 кандидатских диссертаций.
Главный редактор журнала «Евразиатский энтомологический журнал», член редколлегий научных журналов «Паразитология», «Сибирский экологический журнал».

## Награды
- Премия имени Е. Н. Павловского (2014) — за серию работ по сравнительной иммунологии беспозвоночных животных